# Línea San Juan (Carril bici Pamplona)
La línea San Juan será la línea de carril bici que cruze el Barrio de San Juan, desde la Vuelta del Castillo hasta el Barrio de Ermitagaña.

## Características principales
Esta línea de carril bici, recorrerá la Avenida de Bayona, hasta que se una con la calle del Monasterio de Velate. Luego, siguiendo por la calle Monasterio de la Oliva, se juntará con la línea San Jorge-Landaben, y después de continuar por la Avenida de Navarra, concluirá en el Barrio de Ermitagaña.

## Proyecto
Esta línea forma parte del Plan de Ciclabilidad de la ciudad de Pamplona, el cual contará con otras líneas.
Estas son todas ellas:
Conexiones:
- Conexión norte
- Conexión Camino de Santiago
- Conexión Sur
- Conexión oeste

Líneas internas:
- Línea San Juan
- Línea Chantrea
- Línea Mendillorri
- Línea Soto
- Línea Ensanche
- Línea Arrosadia
- Línea Iturrama
- Línea Universidad
- Línea Yamaguchi-Hospitales
- Línea Mendebaldea-Echavacóiz
- Línea San Jorge-Landaben
- Línea Buztintxuri
- Línea Rochapea
- Línea Bus-Bici

Se espera que el proyecto finalice para el año 2013.